# ابن خلف النيرماني
أبو سعد علي بن محمد بن خلف النيرماني (؟ - 414هـ/1023م) ويُلقَّب بالكاتب، ويُشار إليه بابن خلف، وهو كاتب وشاعر من أصول فارسيَّة عاش في العصر العباسي.

## سيرته
لا يُعرَف الكثير عن سيرته، وتعود أصوله إلى بلدة نيرمان الجبليَّة الواقعة قرب همذان في بلاد فارس، وكان موظفاً في ديوان الإنشاء في الدولة البويهيَّة، وتقرَّب من بهاء الدولة ونال حظوة عنده. ألَّف ابن خلف كتاب «المنثور البهائي» وأهداه إلى بهاء الدولة، ويشرح فيه ديوان الحماسة، وهي مختارات شعريَّة لشعراء عرب جمعها أبو تمام الطائي. التقى ابن خلف بأبي الفضل بن عبيد الله الميكالي أثناء رجوعه من رحلة الحج، فصاحبه وظلَّ في صحبته مُدَّة طويلة كاتباً. وكان ابن خلف ينظم الشعر، ومعظمه متأثُّر بالشعر العربي القديم. تُوفِّي ابن خلف النيرماني في 414هـ.

## مؤلفاته
تُنسَب إليه المؤلفات التالية:
- ديوان شعر.
- «المنثور البهائي».